# إليزر كيمبرلي
إليزر كيمبرلي هو سياسي أمريكي، ولد في 17 نوفمبر 1639، وتوفي في 3 فبراير 1709. انتخب Secretary of the State of Connecticut ‏.